# Ortwin Nimczik
Ortwin Nimczik (* 1956 in Bochum) ist ein deutscher Musikdidaktiker.

## Leben
Nimczik studierte Komposition und Schulmusik an der Folkwang Universität der Künste in Essen sowie Pädagogik, Philosophie und Musikwissenschaft an der Ruhr-Universität Bochum. Von 1985 bis 1994 war er im nordrheinwestfälischen Schuldienst tätig. Zuletzt war er Studiendirektor und Fachleiter für Musik am Studienseminar Dortmund. 1991 wurde er bei Klaus Schaller an der Fakultät für Philosophie, Pädagogik und Publizistik der Ruhr-Universität Bochum zum Dr. phil. promoviert.
Von 1994 bis 2022 war er Professor für Musikpädagogik und Musikdidaktik an der Hochschule für Musik Detmold und leitete den Studiengang Lehramt Musik.
Seit 1994 ist er Mitherausgeber der Zeitschrift Musik & Bildung. Von 2006 bis 2014 war er mit Unterbrechung Bundesvorsitzender des Verbandes Deutscher Schulmusiker. 2014 wurde er Präsident des Bundesverbandes Musikunterricht. Seit 2010 ist er Mitglied im Bundesfachausschuss Bildung des Deutschen Musikrates.
Seine Schwerpunkte sind Neue Musik, musikalische Gestaltungsarbeit und Theorie und Praxis des Musikunterrichts.

## Schriften (Auswahl)
- Spielräume im Musikunterricht: pädagogische Aspekte musikalischer Gestaltungsarbeit, Dissertation, Lang, Frankfurt am Main 1991, ISBN 3-631-44388-9.
- Instrumentales Ensemblespiel: Übungen und Improvisationen; klassische und neue Modelle, 2 Bände, ConBrio, Regensburg 1997, ISBN 3-930079-83-6 (mit Wolfgang Rüdiger)
- Neue Musik nach 1960: Neues im Alten – Altes im Neuen; Arbeitsheft für den Musikunterricht in der Sekundarstufe II an allgemein bildenden Schulen, Klett, Stuttgart 1998, ISBN 3-12-179020-X.
- Klangwerkstatt: hören, entdecken und untersuchen, gestalten, Schott, Mainz 2000, ISBN 3-7957-0428-6 (Ernst Klaus Schneider).
- Musik, Vermittlung, Leben: Festschrift für Ernst Klaus Schneider, Verl. Die Blaue Eule, Essen 2000, ISBN 3-89206-063-0 (Hrsg.).
- Teamwork!: Sprache, Bild, Bewegung, Szene: neue Musik für Schülerensemble, Schott, Mainz 2004, ISBN 3-7957-0495-2 (mit Wolfgang Rüdiger).
- Begegnungen: Musik, Regionen, Kulturen; Grußworte, Kurse zur Unterrichtspraxis, Information - Diskussion; zum Miteinander von Schule und Musikschule; Arbeitskreis „Schutz der Kreativität“; Kongressbericht, Schott, Mainz 2009, ISBN 978-3-7957-2668-3 (Hrsg.).
- Brennpunkt Schule – Musik baut auf: Kongressbericht, Schott, Mainz 2011, ISBN 978-3-7957-2669-0 (Hrsg.).